# 이즈미구 (요코하마시)
이즈미구(일본어: 泉区)는 일본 가나가와현 요코하마시를 구성하는 18개 구 중 하나이다.

## 지리
요코하마시의 서쪽에 위치한다. 북쪽으로 세야구, 아사히구, 동쪽과 남쪽으로 도쓰카구와 접하고 서쪽으로 야마토시, 후지사와시와 접한다.

## 교통

### 철도
- 사가미 철도 이즈미노선
- 요코하마 시영 지하철 블루 라인

## 주요 인물
- 야구치 마리(矢口真里)